# Emanuele Maniscalco

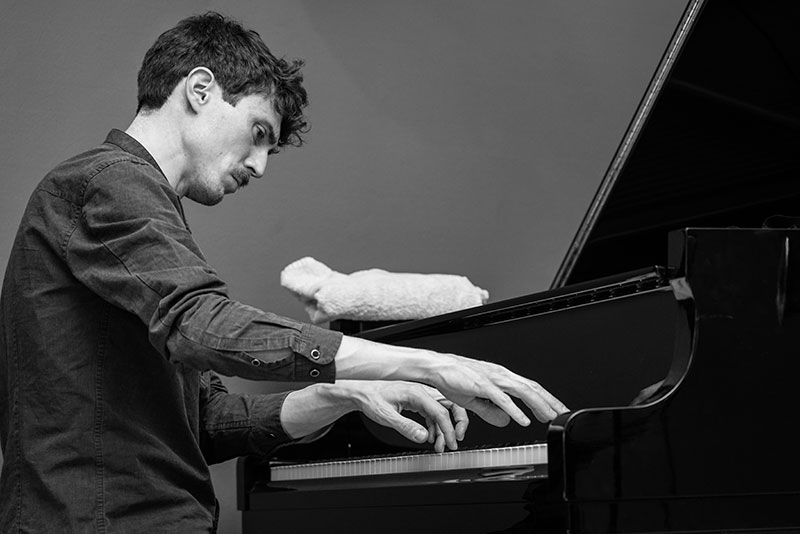
Emanuele Maniscalco in 2019

Emanuele Maniscalco (Brescia, 1983) is een Italiaanse jazz-pianist, -drummer en -componist.

## Biografie
Maniscalco begon op zijn achtste piano te spelen en op zijn twaalfde drums. Hij is op de instrumenten grotendeels een autodidact. Wel volgde hij workshops van Stefano Battaglia in Siena, tussen 2001 en 2008. In de periode 2004-2007 speelde hij met trompettist Enrico Rava.
In 2012 en 2014 nam hij met het trio Third Reel (waarvan hij medeleider en de drummer is) twee albums op voor ECM Records. Op 'Many More Days' speelde hij tevens piano.

## Composities
Als componist zegt Maniscalco beïnvloed te door Carla Bley, Paul Motian en Charlie Haden.

## Discografie
Een asterisk (*) geeft het jaar van de uitgave aan.

### Als leider/mede-leider
| Jaar van opname | Titel                       | Label         | Bezetting/Opmerkingen |
| --------------- | --------------------------- | ------------- | --- |
| 2011            | From Time to Time           | El Gallo Rojo | Trio, met Giulio Corini (contrabas), Nelide Bandello (drums); Maniscalco speelt piano                                                |
| 2012            | Third Reel                  | ECM           | Het Third Reel-trio, met Nicolas Masson (tenorsaxofoon, klarinet), Roberto Pianca (gitaar); Maniscalco speelt drums                  |
| 2012            | Small Choices               | Aut           | Het trio Small Choices, met Giacomo Papetti (contrabas), Gabriele Rubino (piccolo, soprano- en basklarinet); Maniscalco speelt piano |
| 2014            | Many More Days              | ECM           | Third Reel, met Nicolas Masson (tenorsaxofoon, sopraansaxofoon, klarinet), Roberto Pianca (gitaar), Maniscalco speelt piano en drums |
| 2014*           | Copenhagen Season           | ILK           | Duo, met Thomas Morgan (basgitaar); Maniscalco speelt piano                                                                          |
| 2015*           | Maniscalco, Bigoni, Solborg | ILK           | Trio, met Francesco Bigoni (saxofoon, klarinet), Mark Solborg (gitaar); Maniscalco speelt piano                                      |

### Als begeleider
| Jaar van opname | Leider                         | Titel                | Label | Opmerkingen                         |
| --------------- | ------------------------------ | -------------------- | ----- | ----------------------------------- |
| 2006            | Guidi, Giovanni Giovanni Guidi | Tomorrow Never Knows | Venus | Maniscalco speelt drums             |
| 2014*           | Ferm, Ned Ned Ferm             | Spent All the Money  | Stunt | Maniscalco speelt piano en keyboard |